# 広島県道227号志和地停車場線
広島県道227号志和地停車場線（ひろしまけんどう227ごう しわちていしゃじょうせん）は、広島県三次市を通る一般県道である。

## 概要
JR西日本芸備線 志和地駅から広島県道37号広島三次線交点を結ぶ。

### 路線データ
- 起点：広島県三次市下志和地町（JR西日本芸備線 志和地駅前）
- 終点：広島県三次市下志和地町（広島県道37号広島三次線交点）
- 総延長：194 m
- 実延長：194 m[1]

## 路線状況
1982年（昭和57年）までは国道54号（国道183号重用）錦橋東詰交差点まで路線があり、広島県道433号下志和地下小原線および広島県道439号上板木志和地停車場線（いずれも1982年（昭和57年）廃止）と重用していたが、広島県道433号下志和地下小原線が広島県道37号広島三次線に、広島県道439号上板木志和地停車場線が広島県道63号三次三和線にそれぞれ再編されてからは今の姿になった。

### 交通量
道路交通センサス
| 平成17年（2005年）度 | 平成22年（2010年）度 | 平成27年（2015年）度 | 令和3年（2021年）度 |
| -------------------- | -------------------- | -------------------- | ------------------- |
| 1,279                | 1,218                | 1,281                | 1,242               |

## 地理

### 通過する自治体
- 広島県
  - 三次市

### 交差する道路
| 交差する道路           | 交差する場所 | 交差する場所 |
| ---------------------- | ------------ | ------------ |
| 広島県道37号広島三次線 | 志和地町     | 終点         |

### 沿線
- JR西日本芸備線 志和地駅